# Ukształtowanie powierzchni Oberona

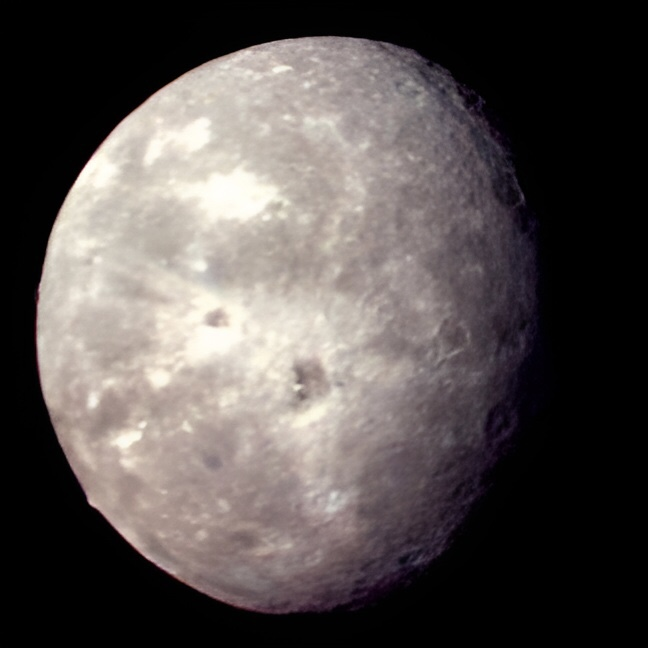
Oberon (Voyager 2)

Na powierzchni Oberona, księżyca Urana można wyróżnić następujące formacje geologiczne:
- Chasma, chasmata (łac. kanion)
- Kratery

Poniżej znajdują się spisy wymieniające nazwane formy geologiczne, należące do każdej z kategorii.
Nazwy formacji geologicznych na Oberonie pochodzą od postaci i miejsc występujących w dziełach Williama Szekspira.

## Chasma
| Chasma        | Koordynaty    | Średnica (km) | Pochodzenie nazwy                            |
| ------------- | ------------- | ------------- | -------------------------------------------- |
| Mommur Chasma | -16,3; 323,5E | 537           | Mommur, leśny dom Oberona (Sen nocy letniej) |

## Kratery
| Krater     | Koordynaty    | Średnica (km) | Pochodzenie nazwy                              |
| ---------- | ------------- | ------------- | ---------------------------------------------- |
| Antony     | -27,5; 65,4E  | 47            | Marek Antoniusz (Antoniusz i Kleopatra)        |
| Caesar     | -26,6; 61,1E  | 76            | Juliusz Cezar (Juliusz Cezar)                  |
| Coriolanus | -11,4; 345,2E | 120           | rzymski generał (Koriolan)                     |
| Falstaff   | -22,1; 19,0E  | 124           | sir John Falstaff (Wesołe kumoszki z Windsoru) |
| Hamlet     | -46,1; 44,4E  | 206           | król Hamlet (Hamlet)                           |
| Lear       | -5,4; 31,5E   | 126           | król Lear (Król Lear)                          |
| MacBeth    | -58,4; 112,5E | 203           | Makbet, król Szkocji (Makbet)                  |
| Othello    | -66,0; 42,9E  | 114           | Maur Otello (Otello)                           |
| Romeo      | -28,7; 89,4E  | 159           | Romeo (Romeo i Julia)                          |